# Casa de Chico Mendes
A Casa de Chico Mendes é o local onde Chico Mendes viveu e foi assassinado em 1988. Localizada no centro da cidade de Xapuri, no estado do Acre. A casa é o único patrimônio cultural do Acre, tombado pelo Instituto do Patrimônio Histórico e Artístico Nacional (IPHAN), na data de 6 de novembro de 2007, sob o processo de nº 1549.T.2007.
Atualmente a casa de Chico Mendes é um museu. Passou por um processo de restauração em 2016, e reabriu em 2017 para visitação. A casa possui móveis e objetos originais de Chico Mendes.

## Arquitetura
De arquitetura vernacular acriana, a casa tem uma edificação simples, com dois quartos, sala, cozinha e um corredor lateral que interliga os cômodos da casa. O banheiro foi construído posteriormente para o funcionamento do atual museu, construído em alvenaria, em um espaço anexo nos fundos da casa com reservado feminino e masculino separados. As paredes externas e internas, portas e janelas são feitas em madeira na posição vertical, no modo de encaixe macho e fêmea e o piso é de tábua corrida. Possui telhado de duas águas com telhas de barro tipo francesa. A fundação da casa foi feita com esteios de madeira, elevando a casa em aproximadamente 40 centímetros do nível do terreno e para suporte das paredes e assoalho, foi usado barrotes de madeira.